# 1940 en Norvège
Chronologie de la Norvège
- 1936
- 1937
- 1938
- 1939
- 1940
- 1941
- 1942
- 1943
- 1944

Cet article présente les faits marquants de l'année 1940 en Norvège ou relatifs à la Norvège.

## Gouvernance
- Haakon VII est roi de Norvège.
- Le Gouvernement Johan Nygaardsvold se réfugie à Londres.
- Ingolf Elster Christensen est Président du Conseil d'administration jusqu'au 25 septembre puis le Reichskommissar Josef Terboven assume le pouvoir.

## Événements
- 16 février : incident de l'Altmark, escarmouche navale de la Seconde Guerre mondiale entre le Royaume-Uni et l'Allemagne nazie. Elle se déroule dans les eaux alors neutres de la Norvège.
- La campagne de Norvège, qui dura du 9 avril 1940 au 10 juin 1940, fut le premier affrontement terrestre direct entre les forces alliées — Royaume-Uni, France et Pologne — et les troupes de l’Allemagne nazie lors de la Seconde Guerre mondiale.
  - 9 avril : L'Allemagne nazie attaque la Norvège[1].
  - La bataille du détroit de Drøbak se déroula dans le fjord d'Oslo le 9 avril 1940 pendant la campagne de Norvège de la Seconde Guerre mondiale.
  - La bataille de la forteresse de Hegra fut un engagement de 25 jours en 1940 pendant la campagne de Norvège qui a vu un petit groupe de Norvégiens volontaires s'opposer à des forces allemandes supérieures. Après les premiers combats autour de la ligne de chemin de fer de Meråker, les Norvégiens se sont repliés dans la forteresse de Hegra où ils subirent plusieurs attaques allemandes avant de se rendre le 5 mai, ayant perdu l'espoir d'être secourus[2].
  - La bataille de Dombås s'est déroulée au mois d'avril 1940 entre l'infanterie norvégienne et une unité aéroportée allemande Fallschirmjäger. Elle fait partie de la campagne de Norvège, au moment où l'Allemagne envahie la partie de la Norvège située au sud de Trondheim.
  - L’ opération Hammer est une opération militaire menée par les Alliés pendant la campagne de Norvège, dont l’objectif était la prise du port norvégien de Trondheim. Elle se conclut par un échec.
  - La bataille de Narvik eut lieu durant la campagne de Norvège, autour de la ville de Narvik dans le nord de la Norvège. Elle se déroula en deux temps : d'abord en mer (le 10 et le 13 avril 1940) puis sur le sol norvégien (du 9 mai au 8 juin 1940), ce qui fait que des historiens parlent parfois des « batailles de Narvik » afin de distinguer ces deux temps. Les combats dans la région s'étendent au total du 9 avril au 8 juin 1940

## Naissances
- Naissance en Norvège en 1940

## Décès
- Décès en Norvège en 1940